# Jess Park
Jess Park (Rotherham, 21 oktober 2001) is een voetbalspeelster uit Engeland. Ze speelt als aanvaller voor Manchester City in de Super League.

## Clubcarrière
Park begon haar carrière in de jeugd bij Hull City en York City voordat ze overstapte naar de jeugdopleiding van Manchester City. Op 6 december 2017 maakte ze haar debuut voor de club in een 3-2 overwinning op Doncaster Rovers FC.
Op 4 april 2020 tekende Park haar eerste contract voor Manchester City tot medio 2023. In 2022 werd deze verlengd tot medio 2026. In 2022 vertrok Park op huurbasis naar Everton FC. Voor de club uit Liverpool kwam Morgan tot 17 wedstrijden en scoorde ze drie keer. Park keerde terug bij Manchester City na een schouderblessure te hebben opgelopen. In een League Cup duel tegen haar oude club Everton FC maakte ze haar eerste doelpunt voor Manchester City.
In een wedstrijd tegen Chelsea begon Park voor het eerst in de basis en wist ze met haar club de winstreeks van 22 gewonnen wedstrijden te beëindigen.  Met een assist op Khadija Shaw hielp ze de Citizens aan een 0-1 overwinning. Door de Britse krant The Guardian werd Park omschreven als City's 'revelatie van het seizoen'.

## Statistieken
| Seizoen | Club            | Land     | Competitie              | Wedstrijden | Doelpunten |
| ------- | --------------- | -------- | ----------------------- | ----------- | ---------- |
| 2017/18 | Manchester City | Engeland | FA Women's Super League | 0           | 0          |
| 2018/19 | Manchester City | Engeland | FA Women's Super League | 2           | 0          |
| 2019/20 | Manchester City | Engeland | FA Women's Super League | 2           | 0          |
| 2020/21 | Manchester City | Engeland | FA Women's Super League | 9           | 0          |
| 2021/22 | Manchester City | Engeland | FA Women's Super League | 13          | 0          |
| 2022/23 | Everton FC      | Engeland | FA Women's Super League | 17          | 3          |
| 2023/24 | Manchester City | Engeland | FA Women's Super League | 18          | 4          |
| 2024/25 | Manchester City | Engeland | FA Women's Super League | 21          | 5          |
| Totaal  | Totaal          | Totaal   | Totaal                  | 82          | 12         |

Bijgewerkt t/m 28 juli 2025.

## Interlandcarrière

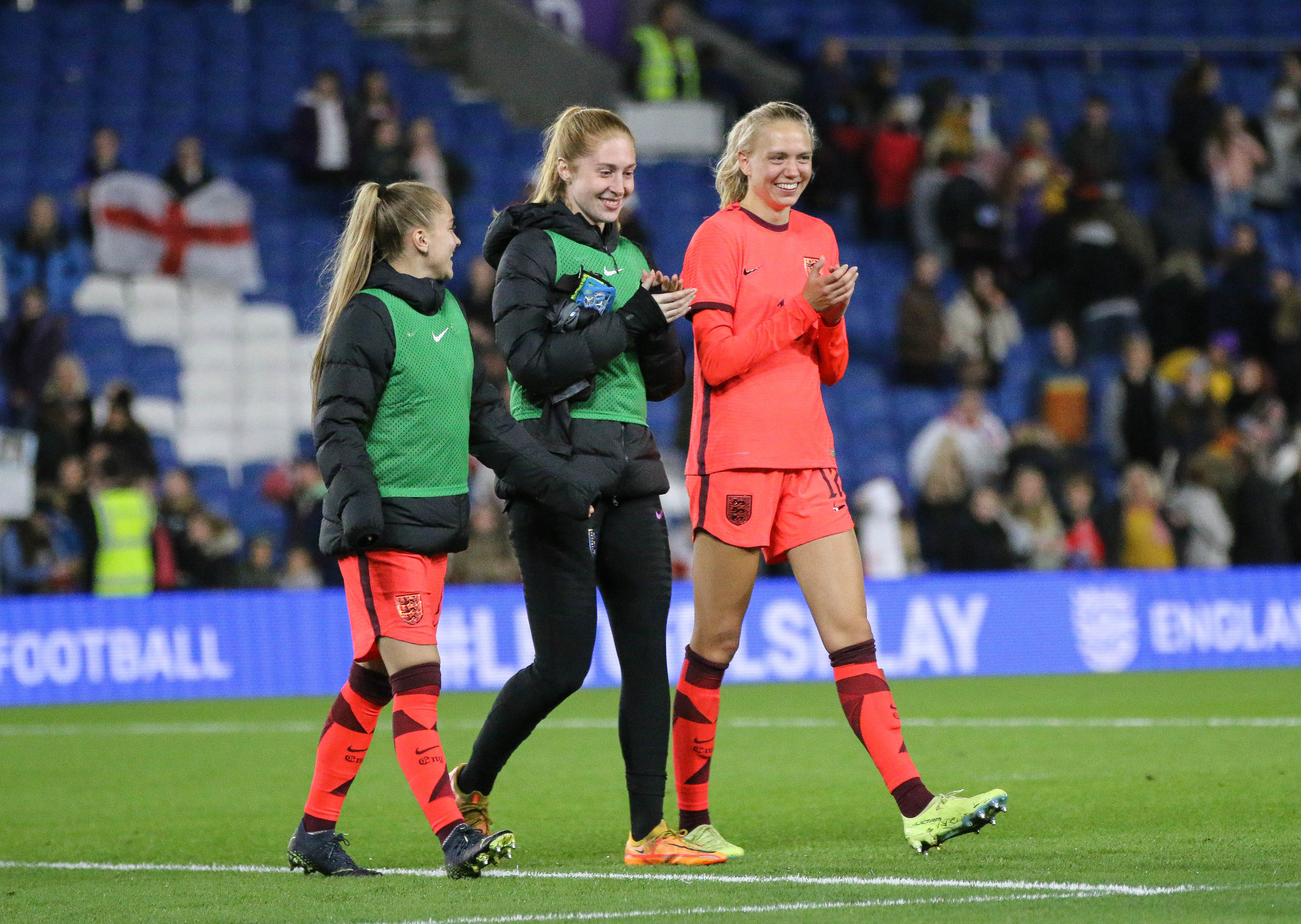
Park (links) met teamgenoten Sandy MacIver en Esme Morgan tijdens een wedstrijd van Engeland tegen Tsjechië op 11 oktober 2022

Park maakte haar debuut voor het Engelde nationale team op 11 november 2022 in een overwinning in een vriendschappelijk duel tegen Japan door in de 89ste minuut in te vallen. Eén minuut later maakte Park ook haar eerste doelpunt door de 4-0 te maken.
Op 31 mei 2023 zette bondscoach Sarina Wiegman Park op de standby lijst voor het WK 2023. Door een blessure moest Park afzeggen en verdween ze even later van deze lijst. Engeland wist de finale van het WK 2023 te halen. Deze werd echter met 1-0 verloren van Spanje.
Im september 2023 werd Park wee4 opgeroepen voor de Nations League 2023/24. Ze verving de geblesseerde Bethany England. In November 2024 werd ze geselecteerd voor vriendschappelijke wedstrijden tegen Verenigde Staten en Zwitserland.
Op 6 juni 2025 werd Park opgenomen in de Engelse selectie voor op het EK 2025 in Zwitserland. Met haar land werd ze op 27 juli 2025 Europees kampioen door in de finale na penalty's af te rekenen met Spanje.
1 Hampton ·
2 Bronze ·
3 Charles ·
4 Walsh ·
5 Greenwood ·
6 Williamson  ·
7 James ·
8 Stanway ·
9 Mead ·
10 Toone ·
11 Hemp ·
12 Le Tissier ·
13 Moorhouse ·
14 Clinton ·
15 Morgan ·
16 Carter ·
17 Agyemang ·
18 Kelly ·
19 Beever-Jones ·
20 Park ·
21 Keating ·
22 Wubben-Moy ·
23 Russo ·
Coach: Wiegman